# نينا ألان
نينا ألان (بالإنجليزية: Nina Allan)‏ هي كاتبة خيال علمي وكاتبة العمود بريطانية، ولدت في 27 مايو 1966 في وايت تشابل في المملكة المتحدة.

## وصلات خارجية
- الموقع الرسمي